# Proyecto Lindero
Proyecto Lindero es un yacimiento de oro ubicado al sur del Salar de Arizaro, a unos 75 km de la localidad de Tolar Grande, en el Departamento Los Andes, Provincia de Salta, en la República Argentina. El yacimiento se encuentra emplazado a una altitud de entre 3700 y 3990 m s. n. m., dentro de la región Puna argentina.

## Geología y mineralización
El yacimiento Lindero se encuentra sobre el arco volcánico Archibarca en el margen sur de la cuenca del Salar de Arizaro y es parte del complejo volcánico Arizaro, dos estructuras volcánicas concéntricas cuyos conos son Lindero y Arizaro. Ambos centros volcánicos se caracterizan por dos secuencias de flujos de masas volcaniclásticas, tobas cristalinas finas y flujos de lava de grano fino. La escasa cantidad de unidades volcánicas registrada en la zona, sugiere etapas de significativa erosión. La mineralización de oro en el yacimiento Lindero está alojada en pórfidos miocenicos del complejo Lindero-Arizaro.
El Área de Minas de la Facultad de Ingeniería de la Universidad Nacional de Jujuy, a través de la Ficha Técnica N° 12 informa que “La mineralización consiste de diseminados y vetillas controladas, calcopirita y magnetita dentro de una zona potásicamente alterada”.

## Explotación y reservas
En el año 2013, la empresa anunció los resultados del estudio de factibilidad, según el cual el proyecto tiene capacidad de producir 109 mil onzas de oro anuales durante los primeros nueve años de explotación, con un total estimado de producción de 1037 millones de onzas a lo largo de la vida de la mina.
La vida útil de la mina se estimó en 12 años, con una extracción de 10,8 millones de toneladas anuales de mineral.
Las reservas, según informa el Estudio de Factibilidad publicado en mayo de 2013 se estiman en:
| Categoría de la reserva | Tonelaje (millones de toneladas) | Oro (gramos por tonelada) | Cobre (%) | Oro (millones de onzas) |
| ----------------------- | -------------------------------- | ------------------------- | --------- | ----------------------- |
| Medidas                 | 28,5                             | 0,76                      | 0,11      | 0,70                    |
| Indicadas               | 100,2                            | 0,47                      | 0,10      | 1,51                    |
| Inferidas               | 59,7                             | 0,37                      | 0,09      | 0,71                    |

El estudio de factibilidad se realizó sobre la base de una previsión de una explotación de poca profundidad, con tres etapas de extracción y molienda, lixiviación convencional y un proceso final en planta de recuperación.